# Phénoménisme
Le phénoménisme, ou phénoménalisme, est une théorie philosophique concernant la perception, la connaissance et la réalité physique. Pour le phénoméniste, il n'y a pas d'autre réalité que celle des phénomènes et tout ce qui existe, existe en tant que phénomène. Contrairement à l'idéalisme, auquel on l'associe souvent, le phénoménisme admet qu'il existe des objets extérieurs à notre esprit, mais il considère que ces objets se réduisent à leurs apparences sensibles. Il s'agit d'une forme radicale d'empirisme et d'antiréalisme pour laquelle rien ne correspond à la prétendue notion de chose en soi ou de noumène.
La thèse centrale du phénoménisme est qu'il n'y a pas de différence entre le monde et l'expérience que nous en avons. Les objets qui constituent le monde sont des objets de perception qui, comme tels, ne peuvent exister qu'au sein de notre expérience. Il n'existe donc pas d'entités douées d'une existence autonome, ni de monde métaphysique subsistant « en dehors » de notre expérience.
Le phénoménisme soutient également que les objets sont des constructions logiques à partir des nombreuses perceptions que nous en avons.

## Origine et développements
Cette thèse trouve son origine dans la philosophie empiriste de George Berkeley et de David Hume. Mais c'est à partir du XIXe siècle au sein de l'école positiviste qu'elle s'est développée, notamment avec les physiciens Ernst Mach et Pierre Duhem dans un premier temps, avec le Cercle de Vienne dans un second temps.
Pour Mach, le monde est un complexe de sensations. Dans ce tissu mouvant de couleurs, de sons, de pressions et de diverses sensations disparates, apparaissent des régions plus ou moins stables qui s'impriment dans la mémoire et trouvent leur expression dans le langage. Nous appelons corps ces complexes relativement stables de sensations lumineuses et tactiles associées à des sensations spatiales et temporelles.
Dans sa version plus contemporaine, notamment dans celle présentée par Alfred Jules Ayer, le phénoménisme considère que le monde est exclusivement constitué de sense-data (l'équivalent des qualia dans le vocabulaire actuel). Pour se justifier, cette théorie met en avant l'« argument de l'illusion » : si je peux être victime d'une illusion (ou d'une hallucination) sans le savoir, c'est que rien ne me permet de distinguer entre une expérience véridique et une illusion lorsque j'y suis confronté. Par conséquent, la nature de l'expérience véridique ne peut être radicalement différente de celle de l'illusion. Dans les deux cas, je prends immédiatement conscience d'un ensemble de sense-data, c'est-à-dire de petites sensations dont la réalité tient tout entière dans leur apparence.
Le phénoménisme va toutefois au-delà de la conclusion de l'argument de l'illusion. Il propose en plus une réinterprétation radicale de la notion de réalité et plus particulièrement de la signification des énoncés empiriques tels que « il pleut dehors » ou « la neige est blanche ». De tels énoncés semblent porter sur un monde physique qui dépasse l'expérience que nous en avons. Mais c'est là oublier le caractère phénoménal et conceptuel des objets physiques auxquels nous nous référons. Pour le tenant du phénoménisme, toute référence à un objet physique ou à un événement doit être comprise comme portant sur une construction logique de sense-data. Une table, par exemple, n'est rien d'autre qu'un faisceau de sense-data dont certains seulement sont actuellement perçus lorsque je vois la table, les autres aspects sensoriels de la table étant susceptibles d'être perçus si je change mon point de vue sur elle. Toutes ces sensations sont intégrées dans le concept de table que je me suis forgé sur la base de mes expériences.

## Controverses
Le phénoménisme se heurte à plusieurs difficultés. L'une d'entre elles concerne l'explication du fait que nous évaluons certaines de nos expériences comme étant « véridiques » ou plus généralement « correctes », et d'autres comme étant « illusoires » ou plus généralement « incorrectes ». La présentation même de l'argument de l'illusion suppose la possibilité d'identifier quelque expérience comme « illusoire », c'est-à-dire comme ne correspondant pas à la réalité. Or, il semble que la conception phénoméniste de l'expérience ne permette pas de distinguer entre la réalité et l'illusion ou la simple apparence.
Une réponse possible à cette difficulté consiste à considérer non pas une expérience isolée à un moment donné, mais l'ensemble des expériences sur une certaine durée. Une expérience véridique peut alors être définie comme une expérience qui s'insère de manière cohérente dans une longue série d'expériences. Par suite, une expérience illusoire est une anomalie qui s'intègre mal dans la série des expériences qui la précèdent et qui la suive. Dans un contexte différent, Edmund Husserl parle de l'unité d'une expérience « concordante », c'est-à-dire un ensemble cohérent d'expériences. Une illusion est alors considérée comme une incohérence ou une « discordance » au sein de cet ensemble qui fait système.